# Johan Alfred Melkerson
Johan Alfred Melkerson, J.A. Melkerson, född 4 juli 1858 i Aspeboda socken, Kopparbergs län, död 19 mars 1922 i Leksand, var en svensk ingenjör och flottningstekniker.  
Melkerson utexaminerades 1882 från Kungliga Tekniska högskolans avdelning för väg- och vattenbyggnadskonst, var föreståndare för Älvdalens porfyrverk 1885–86, innehade Nya porfyrverket i Orsa 1886–98 samt var 1897–99 och 1901–02 anställd i enskild flottningstjänst. Han tjänstgjorde som statens flottledsingenjör 1899–1906 i Norrbottens län, 1906–11 i hela Norrland och därefter i sydligaste delen och Kopparbergs län och hade därvid att som syneförrättare och kronoombud i en mängd mål rörande kraftanläggningar bevaka flottningsintressena, men bevakade även andra intressen sakkunnigt. 
Melkerson var en av Sveriges främsta föregångsmän inom flottningstekniken och därmed sammanhörande administrativa frågor samt flitigt anlitad som sakkunnig. Han var bland annat 1908–09 ledamot av svensk-ryska kommissionen för flottningens ordnande i gränsälvarna och torde som ledamot av flottlagstiftningskommissionen ha i hög grad medverkat till utformningen av 1919 års lag om flottning. 
Melkerson skrev bland annat Om flottning (i "Skogsvårdsföreningens tidskrift", 1913), Flottningsekonomi och administration (i "Tekniskt bibliotek", 1914) och Om vattenregleringen i allmän flottled (i "Svenska vattenkraftsföreningens publikationer", 1915).